# Vincents Lerche
Vincents Lerche (4. april 1666 i København – 28. juli 1742 sammesteds) var en dansk hofembedsmand og godsejer
Han var søn af assessor i Højesteret Peder Pedersen Lerche. 1682 foretog han en rejste til udlandet, hvor han af sin fader blev instrueret i at "give Agt paa store og prægtige Bygninger". I sin ungdom må han altså have lagt sig efter arkitekturen, da han senere, efter Lambert van Havens død 1695, anvendtes som tilsynshavende ved kongens bygningsarbejder og, efter hvad der meldes, selv skal have gjort arkitektoniske tegninger. Han blev kammerjunker hos Christian V, og i 1683 tilfaldt ham det af faderen erigerede stamhus Rygård. Samtidig dermed sad han inde med pantebrev på herregården Mattrup i Jylland (afhændet 1685). 1687 oprettede han af nogle bøndergårde og en del strøgods en komplet herregård, Vormark, som han 1694 solgte. Nogle år senere (1699) arvede han efter sin fætter, landsdommer Peder Madsen Lerche, det af ham oprettede stamhus Lerchenfeldt i Rinds Herred, og 1734 købte han den lille herregård Hessel i Gislum Herred, hvilke to gårde han 1735 afstod til sin søn Christian Lerche, da han havde købt det tidligere baroni Rosendal i Norge, der ved hans død tilfaldt hans nævnte søn. 1714 købte han derefter hovedgården Frydendal i Holbæk Amt, som han ejede til 1717, og 1719 Rugård i Aarhus Stift. Han var altså godsejer i stor stil, men boede ikke desto mindre hovedsagelig i hovedstaden, hvor han ejede en prægtig gård. Han var en af direktørerne for "De fattiges Væsen" og medlem af direktionen for Silkehuset og for Børnehuset på Christianshavn. 1691-94 var han assessor i Danske Kancelli.
Under alle foran nævnte køb og salg af godser var han imidlertid fra kammerjunker steget til etatsråd og ordenssekretær (1690), og samme år giftede han sig med Cathrine Hedevig Wibe (20. oktober 1669 – 23. oktober 1731), datter af gehejmeråd Michael Wibe og Margrethe Reimers, og blev ved hende fader til 12 børn, af hvilke de 11 døde som små. Snart efter blev han ceremonimester, derpå gehejmeråd (1717). 1726 forfremmedes han til overceremonimester; 1730 gehejmekonferensråd, 1731 blev han Elefantridder; desuden var han (siden 1709) Dannebrogsridder og fik i Christian VI's tid ordenen de l'union parfaite (1738). Som ceremoni- og overceremonimester skal han have været i høj grad smålig og pedantisk i alle etikettesager; han efterlod sig 5 tykke bind Ceremonialia (deponerede i Rigsarkivet). Med storkansleren Adolf Holstein og dennes mægtige familie stod han ikke på den bedste fod, men var måske netop derfor Frederik IV velbehagelig. Lerche var 1711-40 assessor i Højesteret, men voterede kun sjældent, 1717-19 Medlem af Postvæsenets overbestyrelse
Hans virksomhed som bygningskyndig var udelukkende af administrativ art, ikke kunstnerisk skabende. Han havde overtilsyn med de offentlige bygninger, som opførtes efter Københavns brand 1728, særlig (tillige med biskop Christen Worm) ved opførelsen af Trinitatis, Sankt Petri og Vor Frue Kirke. Erik Pontoppidan melder, at Lerche selv havde "inventeret" tegningen til Frue tårn og spir – som endelig blev fuldført i december 1744, men der er i dag ingen tvivl om, at Lauritz de Thurah tegnede spiret. Den franske gesandt de Camilly betegnede ham som "et Stykke af en Lærd, som har kigget ind i alle Videnskaber, og som morer sin Herre med at tale om Bygningskunst, Maleri og Musik, hvorom han dog kun har et overfladisk Kendskab".
Endnu skal anføres, at Lerche havde sans for videnskab og litteratur; han samlede sig et stort og godt bibliotek og gjorde sig fortjent ved at lade tage en afskrift af Peder Hansen Resens Danske Atlas (efter originalen, som brændte 1728 på Universitetsbiblioteket), men denne fuldstændige afskrift forgik ved slotsbranden 1794. Lerche døde i København 28. juli 1742 og blev begravet i Nicolai Kirke.
Til de fattige i Vartov havde han 1719 og 1722 skænket 600 Rdl.
Der findes portrætmalerier af ham på Lerchenborg.